# Albert Kalonji
Albert Kalonji, född den 6 juni 1929, död den 20 april 2015 i Mbuji-Mayi, var en kongolesisk politiker.

## Biografi

Sydkasais flagga

Kalonji var partiledare för MNC-Kalonji i Belgiska Kongo. Han bröt 1959 med Lumumba och utropade 1960, som självständig gruvstat, utbrytarrepubliken Sydkasai, där han var president från augusti 1960 till 12 april 1961.
Efter centralregeringens upprättande 1962 gick han i landsflykt men återkom och var 1964–1965 jordbruksminister. År 1966 drog han sig tillbaka från politiken.